# Dynoro
Эдвинас Печовскис (лит. Edvinas Pechovskis; род. 25 декабря, 1999, Вильнюс, Литва), более известен как Dynoro — литовский ди-джей, музыкальный продюсер и автор песен. Наиболее известен своим международным хитом «In My Mind», в котором использовалась тема из «L’amour toujours» итальянского ди-джея Джиджи Д’Агостино. В 2019 году широкую популярность приобрел его с Илькаем Шенканом ремикс на песню «Rockstar».
Dynoro начал выпускать треки и ремиксы на SoundCloud и Spotify c 2012 года, получив известность в Литве благодаря лейблу «Lithuania HQ». В декабре 2017 года вышла его песня «In My Mind». Это был своеобразный микс одноименной песни 2012 года австралийских продюсера Ивана Гофа, хаус-дуэта Феникспол (Feenixpawl) и вокалистки Джорджи Кей (Джорджины Кристины Ноэль Кингсли) и сингла Джиджи Д’Агостино «L’amour toujours» 2000 года. Сингл привлек большое внимание во всей Европе, однако из-за нарушения авторских прав был удален из магазинов и был переиздан в июне 2018 года с добавлением Джиджи Д’Агостино в качестве исполнителя. Новая версия была выпущена на B1 Recordings, совместном предприятии с Sony Music. В июле 2018 года песня заняла первое место в немецких музыкальных чартах. Она также стала хитом номер 1 в Чехии, Финляндии, Венгрии, Словакии, Швеции, Швейцарии, Латвии, Норвегии и вошел в пятерку лучших в Бельгии, Ирландии, Нидерландах, Великобритании, Румынии, Польше и Украине.

## Карьера
Эдвинас Печовскис окончил гимназию в Антакальнисе в литовской столице Вильнюсе.
Под псевдонимом Dynoro свой первый ремикс загрузил на Spotify в 2012 году. В 2017 году подписал контракт с литовским лейблом звукозаписи и музыкальным каналом «Lithuania HQ». Его дебютный сингл Dreaming вышел 24 февраля 2017 года. В марте 2017 года последовал ремикс на песню Einu Iš Proto литовского хип-хоп дуэта 8 Kambarys и певицы Сил. Еще один ремикс на песню Bye Bye Boy от Dwin последовал в ноябре 2017 года.
В декабре 2017 года вышла его песня «In My Mind». Это был своеобразный микс одноименной песни 2012 года Ивана Гофа, Феникспола и Джорджи Кей и сингла Джиджи Д’Агостино «L’amour toujours» 2000 года. Песня сразу же вошла в топ-10 немецких и австрийских чартов Spotify и достигла 29-го места в Ö3 Austria Top 40 в конце января 2018 года.
17 января 2018 года Dynoro выпустил песню «Hangover», кавер на одноименную песню 2012 года Тайо Круза и Фло Риды, а 27 января 2018 года In My Mind был удален со всех платформ в связи с проблемами авторского права. 8 июня 2018 года песня была переиздана в исправленной версии компанией B1 Recordings, совместным предприятием с Sony Music. На этот раз Джиджи Д’Агостино указан как один из официальных исполнителей, хотя песня во многом идентична предыдущей версии, и он не участвовал в создании ремикса. В июле 2018 года песня заняла первое место в немецком чарте синглов и первое место в чартах синглов более чем в 15 других странах, включая Россию, Испанию и Мексику. В официальном музыкальном видео представлена измененная версия песни, в которой удален сэмпл L’amour toujours, а Джиджи Д’Агостино не указан как исполнитель. В Германии сингл получил пластинку Diamante в январе 2020 года, что сделало его одним из самых продаваемых синглов в стране.
В 2019 году Dynoro подписал контракт с Arista, дочерней компанией Sony Music. 22 марта 2019 года он выпустил песню «Obsessed», созданную в сотрудничестве с норвежской певицей Иной Вролдсен. Ремикс от голландского диджея и продюсера Tiësto был выпущен в мае 2019 года. 21 июня 2019 года совместно с турецким продюсером Илькаем Шенканом была выпущена песня «Rockstar», которая является кавер-версией одноименной песни американских рэперов Post Malone и 21 Savage.

## Дискография
| Сингл                                             | Год  | Высшая позиция в чартах | Высшая позиция в чартах | Высшая позиция в чартах | Высшая позиция в чартах | Высшая позиция в чартах | Высшая позиция в чартах | Высшая позиция в чартах | Высшая позиция в чартах | Высшая позиция в чартах | Высшая позиция в чартах | Высшая позиция в чартах | Сертификат (объемы продаж) | Альбом            |
| Сингл                                             | Год  | AUT                     | BEL                     | DEN                     | FRA                     | GER                     | IRE                     | ITA                     | NLD                     | NOR                     | SWI                     | UK                      | Сертификат (объемы продаж) | Альбом            |
| ------------------------------------------------- | ---- | ----------------------- | ----------------------- | ----------------------- | ----------------------- | ----------------------- | ----------------------- | ----------------------- | ----------------------- | ----------------------- | ----------------------- | ----------------------- | --- | ----------------- |
| «In My Mind»                                      | 2018 | 29                      | —                       | —                       | —                       | —                       | —                       | —                       | —                       | —                       | —                       | —                       | | Неальбомный сингл |
| «In My Mind» (совместно с Gigi D'Agostino)        | 2018 | 1                       | 2                       | 4                       | 7                       | 1                       | 5                       | 11                      | 3                       | 1                       | 1                       | 5                       | - BEA: 2× Платиновый - BPI: Платиновый - BVMI: Бриллиантовый - FIMI: 2× Платиновый - IFPI AUT: 2× Платиновый - IFPI DEN: 2× Платиновый - IFPI SWI: 2× Платиновый - NVPI: Платиновый - SNEP: Бриллиантовый | Неальбомный сингл |
| «Obsessed» (совместно с Ina Wroldsen)             | 2019 | —                       | —                       | —                       | —                       | —                       | —                       | —                       | —                       | 13                      | —                       | —                       | | Неальбомный сингл |
| знаком «—» обозначены релизы, не попавшие в чарт. |      |                         |                         |                         |                         |                         |                         |                         |                         |                         |                         |                         | |                   |

### Прочие релизы
- 2017: «Love Me»
- 2017: «Dreaming»
- 2017: «Tau Taip Atrodo» (with 8 Kambarys)
- 2018: «In My Mind»
- 2018: «Hangover»
- 2019: «Rockstar» (with Ilkay Sencan)[28]
- 2019: "Obsessed " (with Ina Wroldsen)
- 2019: «On & On» (with Alok)[29]
- 2020: «Zver»[30]
- 2020: «Me Provocas» (with Fumaratto)[31]
- 2020: «Elektro» (with Outwork featuring Mr. Gee)[32]
- 2021: «Monsters» (featuring 24kGoldn)[33]
- 2021: «Swimming In Your Eyes»[34]
- 2022: «Wildfire»

### Ремиксы
- 2014: Mirami feat. Danzel — «Upside Down»
- 2017: Dwin — «Bye Bye Boy»
- 2017: 8 Kambarys featuring Sil — «Einu Iš Proto»
- 2017: Jovani — «Miami Dream»
- 2017: Антоха MC and BMB — «Это лето»[35]

## Комментарии
1. ↑  сингл "Obsessed" не попал во фламандский чарт Ultratop, но занял 26-е место в чарте Ultratip Walloon.[27]